# Йенидже (вилает Одрин)
Вижте пояснителната страница за други значения на Йенидже.
Йенидже или Енидже (на турски: Yenice) е село в Източна Тракия, Турция, Вилает Одрин. Околия Енос.

## География
Селото се намира на 6 км източно от Енос.

## История
В 19 век Енидже е село в Еноска кааза на Османската империя. Според статистиката на професор Любомир Милетич в 1912 година в селото живеят 10 български патриаршистки семейства, смесени с гърци.